# Comuna de Libiąż
Libiąż (polaco: Gmina Libiąż) é uma gminy (comuna) na Polónia, na voivodia de Pequena Polónia e no condado de Chrzanowski. A sede do condado é a cidade de Libiąż.
De acordo com os censos de 2006, a comuna tem 23 074 habitantes, com uma densidade 403,4 hab/km².

## Área
Estende-se por uma área de 57,2 km², incluindo:
- área agricola: 44%
- área florestal: 42%

## Demografia
Dados de 30 de Junho de 2006:
|                      | Total   | Total | Mulheres | Mulheres | Homens  | Homens |
| -------------------- | ------- | ----- | -------- | -------- | ------- | ------ |
|                      | pessoas | %     | pessoas  | %        | pessoas | %      |
| População            | 23 074  | 100   | 11 766   | 50,99    | 11 308  | 49,01  |
| Densidade (pop./km²) | 403,4   | 100   | 205,7    | 205,7    | 197,7   | 197,7  |

De acordo com dados de 2005, o rendimento médio per capita ascendia a 1520.86 zł.

## Comunas vizinhas
- Babice, Chełmek, Chrzanów, Jaworzno, Oświęcim, Oświęcim (miasto)